# Corralejo de Arriba
Corralejo de Arriba är en ort i Mexiko.   Den ligger i kommunen San Miguel de Allende och delstaten Guanajuato, i den centrala delen av landet, 230 km nordväst om huvudstaden Mexico City. Corralejo de Arriba ligger 2 059 meter över havet och antalet invånare är 1 026.
Terrängen runt Corralejo de Arriba är platt åt nordost, men åt sydväst är den kuperad. Runt Corralejo de Arriba är det ganska tätbefolkat, med 96 invånare per kvadratkilometer. Närmaste större samhälle är San Miguel de Allende, 9,5 km väster om Corralejo de Arriba. Trakten runt Corralejo de Arriba består i huvudsak av gräsmarker.